# Fabio Sacchi
Fabio Sacchi (Milão, 22 de maio de 1974) é um ciclista italiano. A sua vitória mais importante foi a Milano-Torino em 2005.

## Biografia
Fabio Sacchi assina seu primeiro contrato profissional em 1997 com a equipa italiana  Polti. Participou em seu primeiro ano no Giro d'Italia. O seu colega de equipa Giuseppe Guerini termina a corrida em terceira posição, enquanto Sacchi participa em alguns sprints em massa, sem obter resultados.
Em 1998 ganhou a sua primeira vitória na Coppa Bernocchi, ao ganhar o sprint contra seus oito colegas de escapada. Também obteve vários lugares de honra, incluindo as semi-clássicas Paris-Bruxelas onde ficou 7.º. Durante as próximas duas temporadas, o italiano não ganhou nada, mas consegue um bom rendimento nas clássicas do Norte. Também participa no Tour de France em várias ocasiões.
Contratado em 2001 pela formação Saeco, converteu-se num de suas velocistas e ganhou etapas no Tour Down Under e na Volta a Múrcia. Segue destacando em algumas clássicas (Paris-Tours, Milano-Torino), ainda que não ganha nenhuma delas. Escapou-se com Jakob Piil, durante a undécima etapa do Tour de France de 2003, onde perde no esprint por trás do dinamarquês em Marselha .
Devido às suas qualidades de sprinter, ajuda a conseguir vitórias a Mario Cipollini. Participou nas vitórias e as metas de seu líder na Volta a Espanha de 2002.
Durante a temporada de 2002 foi suspenso pela sua equipa, depois da descoberta de medicamentos em sua casa. Foi absolvido umas semanas mais tarde pela comissão disciplinaria da federação italiana de ciclismo, após explicar que os produtos hormonais apreendidos estavam destinados a sua esposa, grávida.
Em 2004 a equipa italiana no que corre Alessandro Petacchi, o Fassa Bortolo lhe contratou. No ano seguinte ganhou a corrida mais antiga na Itália, a Milano-Torino, ao ganhar no sprint a seu excompanheiro de equipa Mirko Celestino. Esta é sua vitória principal e final à data.
Sacchi uniu-se com Petacchi, à nova equipa Milram, onde se reuniu com os antigos diretores da equipa Team Polti.
a 24 de julho de 2013 seu nome apareceu no relatório publicado pelo senado francês como um dos trinta ciclistas que teriam dado positivo no Tour de France de 1998 com carácter retroespectivo, já que analisaram as mostras de urina daquele ano com os métodos antidopagens atuais.

## Palmarés
- 1998
  - Coppa Bernocchi

- 2001
  - 1 etapa do Tour Down Under
  - Grande Prêmio Costa dos Etruscos

- 2002
  - 2 etapas da Volta a Múrcia
  - Troféu Cidade de Castelfidardo

- 2003
  - 1 etapa do Tour Down Under
  - Giro da Romagna

- 2004
  - 1 etapa da Volta a Portugal

- 2005
  - Milano-Torino

## Resultados em Grandes Voltas e Campeonatos do Mundo
| Corrida            | Corrida            | 1997 | 1998 | 1999 | 2000 | 2001 | 2002 | 2003  | 2004  | 2005 | 2006 | 2007 | 2008 |
| ------------------ | ------------------ | ---- | ---- | ---- | ---- | ---- | ---- | ----- | ----- | ---- | ---- | ---- | ---- |
|                    | Giro d'Italia      | Ab.  | ―    | ―    | ―    | Ab.  | 58.º | F. c. | 101.º | 96.º | 63.º | ―    | ―    |
|                    | Tour de France     | ―    | 47.º | 99.º | 64.º | ―    | ―    | 60.º  | ―     | ―    | Ab.  | ―    | ―    |
|                    | Volta a Espanha    | ―    | ―    | ―    | ―    | ―    | 76.º | ―     | Ab.   | Ab.  | 96.º | ―    | ―    |
| Mundial em Estrada | Mundial em Estrada | ―    | ―    | ―    | ―    | ―    | 39.º | Ab.   | ―     | ―    | ―    | ―    | ―    |

—: não participa
Ab.: abandono
F. c.: fora de controle